# Giorgio Albertazzi

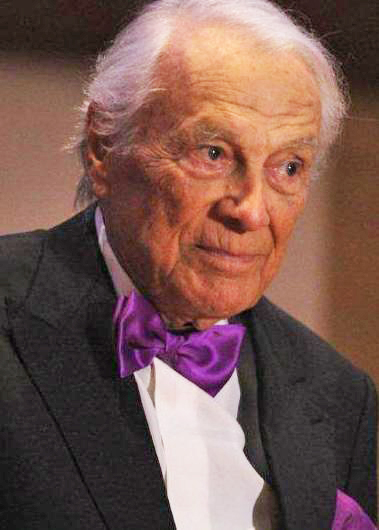
Giorgio Albertazzi

Giorgio Albertazzi (* 20. August 1923 in San Martino a Mensola, Florenz; † 28. Mai 2016 in Roccastrada) war ein italienischer Schauspieler und Fernsehregisseur.

## Leben
Albertazzi schloss sich als junger Mann der faschistischen Italienischen Sozialrepublik an und brachte es bis zum Leutnant. Nach deren Zerschlagung musste er wegen Kollaboration zwei Jahre ins Gefängnis. Nach der Amnestie durch Palmiro Togliatti wandte sich der Architekturstudent der schauspielerischen Arbeit zu und wirkte schnell in Fotoromanzi mit.
Im Theater debütierte Albertazzi in Shakespeares Troilus und Cressida und spielte in den folgenden Jahrzehnten in zahlreichen Klassikern, viele davon auch für das Fernsehen. Ab Anfang der 1950er Jahre war er auch auf der großen Leinwand zu sehen und interpretierte insgesamt etwa 50 Rollen in diesem Medium. Seine wahrscheinlich bekannteste Kinorolle hatte er im Filmklassiker Letztes Jahr in Marienbad als geheimnisvoller Mann, der eine Frau zu überzeugen versucht, dass er einst ihr Liebhaber war. Seit 1969 war er auch als Regisseur für einige Fernsehproduktionen verantwortlich, so für die Miniserie George Sand im Jahr 1981. Seit 2003 war er Direktor des Teatro di Roma.
Privat war er in den 1950er Jahren lange mit der Schauspielkollegin Anna Proclemer befreundet, die mit ihm auch lange Jahre in Bühnenstücken auftrat. Im Jahr 2007 heiratete er seine langjährige, 36 Jahre jüngere Lebensgefährtin Pia de Tolomei.
1988 verfasste er seine Memoiren; 1996 wurde Albertazzi mit dem Verdienstorden der Italienischen Republik, 2003 mit dem Benemeriti della cultura e dell'arte ausgezeichnet.

## Filmografie (Auswahl)
- 1951: Lorenzaccio

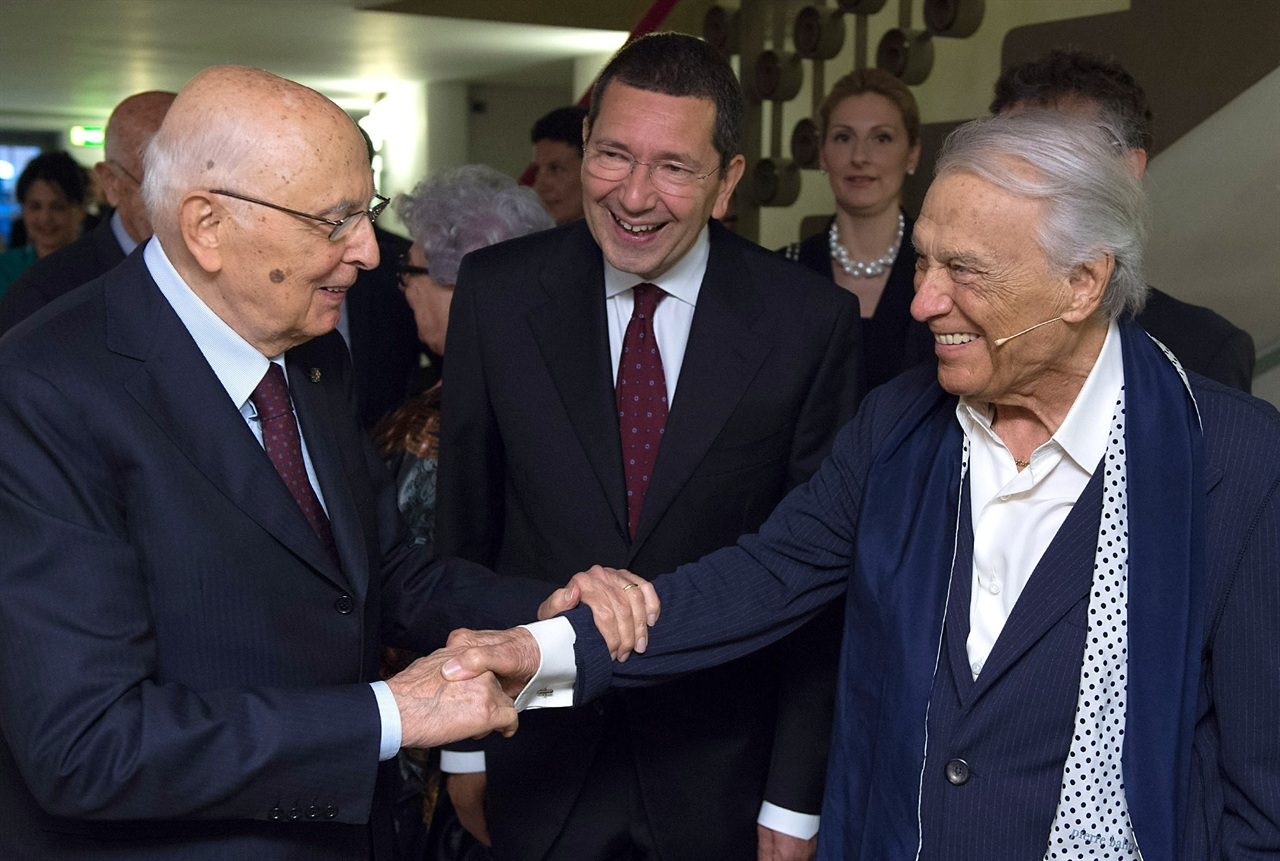
Giorgio Albertazzi (rechts) mit Ignazio Marino (Mitte) und Giorgio Napolitano (links) im Teatro Argentina 2014

- 1952: Don Camillo und Peppone (Le Petit monde de Don Camillo)
- 1953: Die Sklavin von Venedig (I piombi di Venezia)
- 1954: Verrat (Tradita)
- 1954: Du mußt mich vergessen (Delirio)
- 1960: Rote Lippen - schlanke Beine (Labbra Rosse)
- 1961: Letztes Jahr in Marienbad (L'Année dernière è Marienbad)
- 1962: Die Rote (La rossa)
- 1962: Eva
- 1968: Caroline Chérie (Schön wie die Sünde) (Caroline Chérie)
- 1972: Das Mädchen und der Mörder (L‘assassinat de Trotsky)
- 1974: Day-Killer (5 donne per l'assassino)
- 1974: Philo Vance (Fernsehserie, 8 Folgen)
- 1975: Die heißen Engel (La nottata)
- 1996: Fatal Frames - Okkulte Morde (Fotogrammi mortali)
- 2001: Alles Wissen der Welt (Tutta la conoscenza del mondo)
- 2016: La sindrome di Antonio